# 翼海螄螺
翼海螄螺（学名：Epitonium alatum）为海螄螺科海螄螺屬下的一个种。